# Tulgheș
Tulgheș es una comuna ubicada en el distrito de Harghita, Rumania.

## Superficie
Cuenta con una superficie de 244,0 kilómetros cuadrados.

## Demografía
Hasta 2021 la población era de 2941 habitantes, con una densidad de población de 12,06 habitantes por kilómetro cuadrado.